# Feuerwehr Zwickau
Die Feuerwehr Zwickau, mit Sitz in der Crimmitschauer Straße 35 in Zwickau, ist verantwortlich für den Brandschutz, die Technische Hilfeleistung und die Brandbekämpfung in der Stadt Zwickau. Sie gehört zum Stadtamt 37 – Amt für Brand-, Katastrophenschutz und Rettungsdienst und besteht aus einer Berufsfeuerwehr (BF) sowie 15 Freiwilligen Feuerwehren (FF). Den FF sind die Jugendfeuerwehren sowie Kinderfeuerwehren angegliedert.

## Geschichte

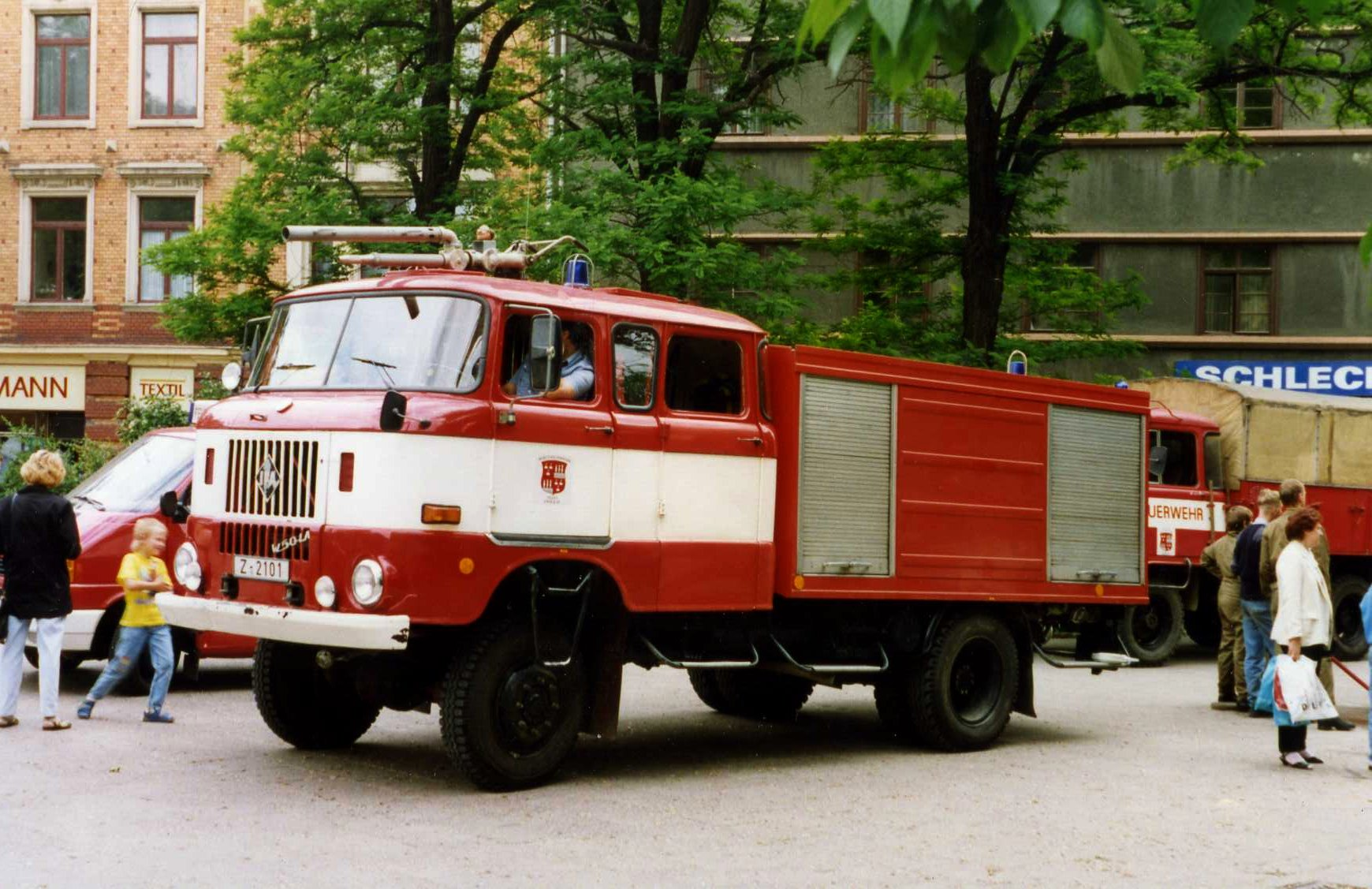
W50 LF 16 GMK (Ganzmetallkoffer) und LO LF8-TS8 der Berufsfeuerwehr Zwickau im Jahr 1993

Die Berufsfeuerwehr Zwickau wurde am 1. April 1904 gegründet und bezog ihre erste Feuerwache in der Äußeren Leipziger Straße 11 (heute Max-Pechstein-Straße). Ab 1906 wurden die Gerätschaften mit Pferden bewegt und 1917 erhielt man einen ersten Lkw. Ab 1919 übernahm die Feuerwehr Zwickau ebenfalls den städtischen Krankentransport und beschaffte zudem eine Magirus-Drehleiter. Ab 1938 wurde sie Teil der Feuerlöschpolizei und 1943 kam es zur zwangsweisen Ausgliederung des Krankentransportes, den ab diesem Zeitpunkt das DRK übernahm. Ab Juni 1945 kam es zu personellen und strukturellen Veränderungen in der Feuerwehr Zwickau. Im Jahr 1947 wurde die Feuerwehr wieder der Stadtverwaltung unterstellt und 1949 die umgebaute Feuerwache in der Max-Pechstein-Straße eingeweiht. 1950 wurde man wieder der Polizei, Hauptabteilung Feuerwehr, angegliedert und unterstand der Befehlsgewalt des Leiters des Volkspolizeikreisamtes. Im Jahr 1972 wurde nach zweijähriger Bauzeit die neue Feuerwache in der Crimmitschauer Straße bezogen. Am 1. Januar 1991 erfolgte die Übergabe der Feuerwehr an die Stadtverwaltung Zwickau. Die erste Freiwillige Feuerwehr, die „Freiwillige Feuerwehr Schedewitz, Bockwa und Oberhohndorf“, wurde am 27. November 1874 als Feuerwehrlöschverband in Schedewitz gegründet.

## Berufsfeuerwehr
Die Berufsfeuerwehr besteht aus 176 aktiven Beamten im feuerwehrtechnischen Dienst und betreibt eine Rettungswache mit drei Wachabteilungen. Neben Kräften für technische Hilfe und Brandbekämpfung hält die BF Zwickau eine Höhenrettungsgruppe vor. Ebenfalls ist sie als Teil des Rettungszweckverband Südwestsachsen zuständig für die bodengebundene Notfallrettung. Die Alarmierung erfolgt durch Funkmeldeempfänger über die Integrierte Regionalleitstelle (IRLS) Zwickau, die ihren Sitz ebenfalls in der Rettungswache hat.

## Freiwillige Feuerwehr

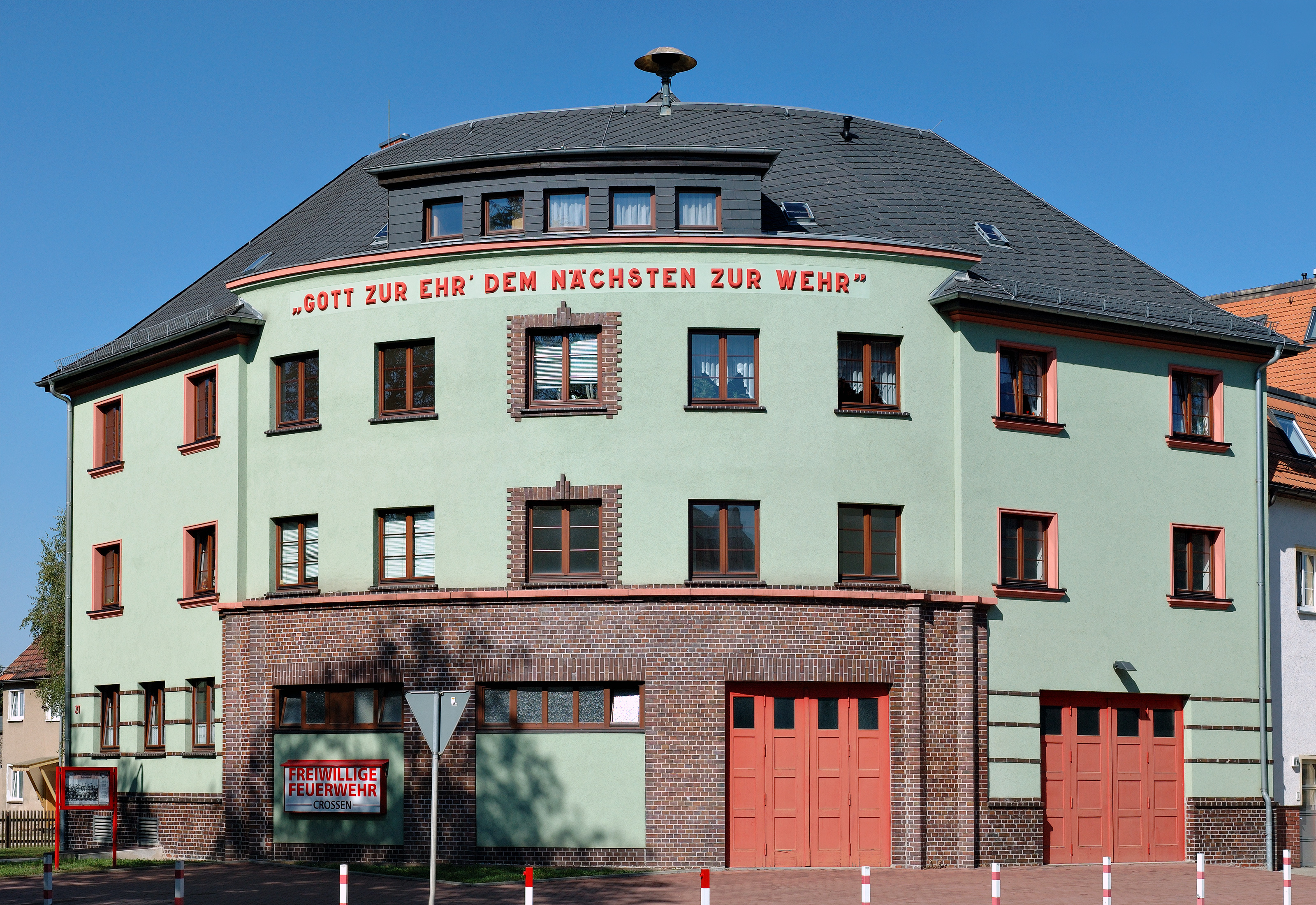
Feuerwehrhaus der FF Crossen

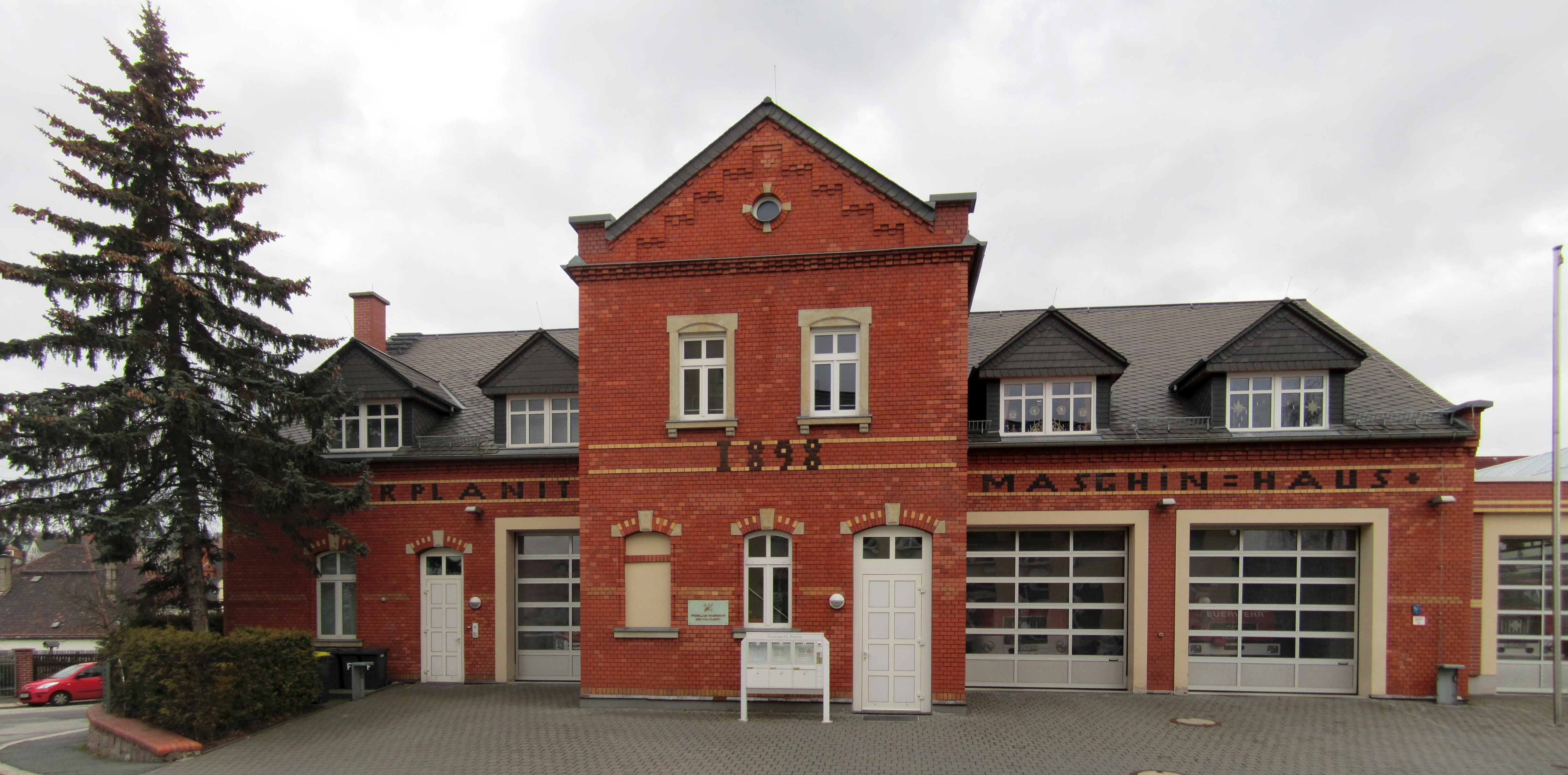
Feuerwehrhaus der FF Planitz

| Standort       | gegründet       | Mitglieder | Fuhrpark |
| -------------- | --------------- | ---------- | --- |
| Auerbach       | 10. Mai 1925    | 70         | Einsatzleitwagen, Tanklöschfahrzeug TLF 4000, Löschgruppenfahrzeug LF 16/12, Messleitwagen                                                                                   |
| Cainsdorf      | 5. Juni 1904    |            | Tanklöschfahrzeug (TLF 16/25 W 50), Hilfeleistungslöschfahrzeug (HLF 20/16)                                                                                                  |
| Crossen        | 8. April 1900   |            | Löschgruppenfahrzeug (LF 10/6 MAN), Mehrzweckfachzeug Wasserwehr |
| Hartmannsdorf  | 13. März 1947   |            | Kleinlöschfahrzeug (KLF) |
| Marienthal     | 1908            |            | Tanklöschfahrzeug (TLF 16/25 W 50), Hilfeleistungslöschfahrzeug (HLF 20/16), Rüstwagen (RW 2), Erkundungskraftwagen (ErkKW)                                                  |
| Mitte          | 15. Mai 1967    |            | Tanklöschfahrzeug (TLF 16/25 W 50), Hilfeleistungslöschfahrzeug (HLF 20/16)                                                                                                  |
| Mosel          | 3. Februar 1923 |            | Löschgruppenfahrzeug (LF 16/22), Tragkraftspritzenfahrzeug (TSF-W), Mannschaftstransportfahrzeug (MTF)                                                                       |
| Niederhohndorf | 1. April 1948   |            | Tragkraftspritzenfahrzeug mit Wasser (TSF-W), Kleinlöschfahrzeug (KLF B 1000)                                                                                                |
| Oberhohndorf   | 27. Nov. 1874   | 39         | Hilfeleistungslöschfahrzeug (HLF 20/16), Dekontaminationsfahrzeug (Dekon-P), Mannschaftstransportfahrzeug (MTF)                                                              |
| Oberrothenbach | 1940            |            | Tragkraftspritzenfahrzeug (TSF-W), Mannschaftstransportfahrzeug (MTF) |
| Planitz        | 30. März 1884   |            | Tanklöschfahrzeug TLF 4000, Hilfeleistungslöschfahrzeug HLF 20/16, Löschgruppenfahrzeug LF 16-TS, Rüstwagen RW 1, Mannschaftstransportfahrzeug, Rettungstransportgerätewagen |
| Pöhlau         | 25. Juli 1925   |            | Löschgruppenfahrzeug (LF 8/6) |
| Rottmannsdorf  | 1. Juni 1924    |            | Kleinlöschfahrzeug (KLF) |
| Schlunzig      | 1. Juni 1941    |            | Hilfeleistungslöschfahrzeug (HLF 10), Mehrzweckfahrzeug (MZF) |
| Schneppendorf  | 10. Juli 1941   |            | Tragkraftspritzenfahrzeug (TSF-W) |